# Herobrine
Herobrine是流行於《我的世界》遊戲社群的都市傳說和網絡迷因，首次出現在4chan的/v/版中，形似玩家默認角色皮膚史蒂夫。部分傳說形容Herobrine會以其它動物的身體出現，且會建造奇異建築。亦有傳說稱其為《我的世界》創作者Notch的已故兄弟。
自4chan帖子後，有直播主包括「Copeland」和「Patimuss」各自在自己的直播中演繹Herobrine傳說。雖然，Mojang稱角色未曾被加入任何《我的世界》的官方版本，也暫無相關计划，但相關傳說在遊戲社區廣為流行。部分評論者指Herobrine的傳說令人毛骨悚然，譽為“史上最流行的遊戲鬼故事”。

## 起源

2010年4chan/v/版上匿名帖子中所上傳的圖片，在山左方霧中可見Herobrine

Herobrine源自2010年發佈在美國貼圖討論版网站4chan/v/版上的匿名帖子，時值《我的世界》Alpha版。文中，作者稱自己新創建了單人遊戲世界，進入後看到遠方有一個未知實體，因渲染距離過短而無法辨認。他以為是牛，打算殺死牠以獲取皮革。然而在走近時，則看到形似玩家默認角色皮膚史蒂夫，但眼睛純白的角色，在霧中盯著玩家，隨後消失。再後來，又在遊戲世界發現諸多非自己建造的奇異建築結構。作者指自己曾發佈相關帖子卻遭刪除，隨後收到名為「Herobrine」的使用者私聊，寫道「stop」（中文翻譯：停止）。他猜測Herobrine是《我的世界》創作者Notch的兄弟，主動聯繫Notch求證，並說對方回覆「I did, but he is no longer with us」（中文翻譯：我曾有，但他已不再與我們一起）。另有貼子稱，在聽了唱片「13」後，在洞穴中遇到一個眼睛通白發光的實體，被名為「White Eyes」。
在4chan帖子發佈後，有直播主在直播中演繹Herobrine的傳說。其中一位是Copeland，他在2010年8月直播遊玩自己的遊戲世界存檔。約兩小時後，他走進房間準備做佈置，在裏面看到Herobrine望著自己。他驚叫著轉身逃跑，卻不慎墜入熔岩，而Herobrine仍在上方繼續凝視，直播在最後將觀眾重定向到一張白眼Herobrine看著的GIF。Copeland未有保留直播存檔，原直播也未被錄下。他指自己在直播中使用自訂紋理包，來呈現Herobrine。Copeland在直播後，分享一網頁。頁中是張GIF，為遊戲默認皮膚史蒂夫，但眼睛被換作正在動的人類眼睛。頁底文字是帖子，指讀者「活在腦海的幻想世界中，需要醒來」。網頁以「him.html」為標題，故Herobrine又被稱作「HIM」。另一位直播主Patimuss則在直播時目睹Herobrine站在熔岩湖上，隨即遠離並關閉遊戲。這些直播令Herobrine這都市傳說備受關注。

## 形象
Herobrine外貌通常被描繪成《我的世界》預設玩家皮膚，但有雙白眼睛。據傳其亦能化身為牛或羊的動物。關於其起源眾說紛紜，一指他是《我的世界》原創者Notch的已故兄弟，是位幽靈；另一指他是位倒楣的礦工，死後回來向玩家復仇。

## 反響
自從4chan帖子發佈，Copeland等人直播後，Herobrine都市傳說在《我的世界》遊戲社群廣為流傳，成為網路迷因。GamesRadar+評論者稱，儘管《我的世界》社群龐大，先後製作數十個都市傳說，但無一熱度比得上Herobrine。並指他形似默認角色但無眼睛的皮膚，故更令人毛骨悚然。USgamer的納迪婭·奧克斯福德（Nadia Oxford）以「最好的《我的世界》粉絲作品」為題撰文，認為在電子遊戲流行下所催生的都市傳說中，Herobrine是個很好的例子。IGN的保羅·迪恩（Paul Dean）在寫「遊戲界最為怪異的鬼故事」時，指出Herobrine是「史上最流行的遊戲（鬼故事）例子」，雖然沒有證據佐證Herobrine確實存在，但其討論能長久不消。《PC Gamer》的勞倫·莫頓（Lauren Morton）則說道此都市傳說刻骨銘心，一眾玩家童年時都曾被Herobrine所嚇。
以Herobrine為例，來印證遊戲影片對《我的世界》影響重大。指出Herobrine雖然從未真正出現，但廣受歡迎。他認為在被問及Herobrine會否加入《我的世界》中時，回答模棱兩可，顯示玩家想像力總有可能被納入遊戲未來更新，與《我的世界》相對開放的開發理念一致，更新不時會引入改變遊戲規則的新鮮事。《Mixing and Re-Purposing Realities》作者觀察到，Herobrine被玩家視如神話中的破壞者般，特徵與超級英雄角色相似。
2013年，吉尼斯世界纪录展開問卷調查，Herobrine在「電子遊戲史上50大反派」中排名第46位。2020年，為尋獲起源貼文中作者看到Herobrine時的遊戲世界，《我的世界》玩家展開名為Minecraft@Home的計劃。最終時歷約四個月，在2021年初找獲世界種子。同在2020年，遊戲玩家Enderboss25聯繫Copeland，希望恢復令Herobrine流行的原直播畫面。Copeland未有保存存檔，但兩人共同努力恢復原始世界文件，得以重現直播畫面。

### 官方回應
Notch多次在Twitter上談及並否認Herobrine有關存在。他早在2012年就發表稱自己沒有已故兄弟，且Herobrine從未出現在遊戲中。除此之外，他也沒有計劃在遊戲加入有關角色。Mojang Studios曾多次在《我的世界》更新日誌中，寫上「Removed Herobrine」（中文翻譯：已移除Herobrine）致敬，也曾讓他現身在公開活動和宣傳圖上。